# Siglo 21 (radio)
Siglo 21 fue un programa musical de Radio 3 (Radio Nacional de España), dirigido y presentado por Tomás Fernando Flores, que permaneció en emisión desde 1996 hasta 2021.
A lo largo de su historia ha tenido distintos horarios. Cuando comenzó sus emisiones el 1 de septiembre de 1996, se ofrecía de lunes a sábado desde las 13:00 hasta las 14:00. Posteriormente quedó encuadrado de lunes a viernes desde las 10:00 hasta las 12:00. Y desde octubre de 2009 hasta septiembre de 2021, se emitía de lunes a viernes de 12:00 a 13:00. En su última temporada estuvo conducido por Tomás Fernando Flores y ocasionalmente por María Taosa.
El programa estaba especializado en música actual, en su mayoría electrónica, aunque también daba cabida a géneros de vanguardia como el hip hop, el indie pop y la música experimental. También era conocido por apartados como el buzón de voz, donde los oyentes podían enviar cualquier mensaje durante la emisión del programa, y diversas secciones informativas sobre cultura y sociedad.

## Secciones

### Buzón de Voz
El Buzón de Voz era una parte del programa dedicado enteramente al oyente; el cual con toda libertad podía expresarse y poner en conocimiento de los radio-oyentes sus pensamientos, ya sea de música, política, sociedad, e incluso las más extrañas excentricidades. Se podían enviar mensajes solo durante la emisión del programa en directo.

### Contenedores dearte
Exposiciones, nuevos artistas, tendencias artísticas se daban a conocer en esta sección del programa. Todos los martes.

### La Puerta de Atrás
Dedicado a la sociedad, a sus carencias, a sus excesos, a la problemática de la sociedad del siglo XXI. Todos los jueves.